# بينكس والتون
ليونا اناستازيا «بينكس» والتون (ولدت في 24 أبريل 1996) عارضة أزياء أمريكية تقطن في مدينة نيويورك بالولايات المتحدة الأمريكية. اختيرت من ضمن أفضل 50 عارضة أزياء من قبل موديل.كوم على 2018

## روابط خارجية
- بينكس والتون على موقع موديل
- بينكس والتون على موقع نيكست نسخة محفوظة 21 أكتوبر 2017 على موقع واي باك مشين.